# Persoonsgebonden aftrek
De persoonsgebonden aftrek (PGA) is een regeling volgens de Nederlandse Wet inkomstenbelasting 2001.
Drempels hangen af van het drempelinkomen, het verzamelinkomen vóór toepassing van de persoonsgebonden aftrek.
De persoonsgebonden aftrek wordt toegepast op het inkomen in box 1, en als dat niet toereikend is op het inkomen in box 3 en vervolgens box 2.
Anders dan de naam suggereert kunnen fiscale partners hun totale persoonsgebonden aftrek onderling naar keuze verdelen.
Sinds 2020 is de maximering van het aftrektarief voor bepaalde grondslagverminderende posten ook van toepassing op de persoonsgebonden aftrek.
Het aftrektarief in de laatste schijf is in 2020 46%, in 2021 43%, in 2022 40% en vervolgens het tarief van de voorlaatste schijf, dit is 
in 2023 37,05% en in 2024 37,03%.

## Onderhoudsverplichtingen
Als PGA mag men de alimentatie aftrekken indien deze alimentatie betaald is aan de gewezen echtgenoot. Kinderalimentatie is niet aftrekbaar. Hierbij is de ontvangen alimentatie bij de gewezen partner belast in box 1, en bij het kind onbelast. Ook de afkoopsommen van alimentatie of bedragen die betaald worden voor de verrekening van lijfrenten of pensioenen bij echtscheiding zijn aftrekbaar.

## Uitgaven voor specifieke zorgkosten
Sinds 2009 gaat het om uitgaven voor specifieke zorgkosten. Deze nieuwe regeling richt zich scherper op chronisch zieken en gehandicapten.
De volgende kosten zijn nog aftrekbaar:
- Vervoerskosten (controle)bezoek artsen in ziekenhuis;
- Door een arts voorgeschreven medicijnen;
- Extra gezinshulp;
- Hulpmiddelen uitgezonderd brillen, lenzenimplantaten, ooglaserbehandeling en contactlenzen;
- Extra kosten voor kleding en beddengoed;
- Kosten van andere aanpassingen die voornamelijk door zieken en invaliden worden gebruikt;
- Kosten van op medische voorschrift aangebrachte aanpassingen van de woning.

Alle aftrekbare kosten mogen met 113% procent worden verhoogd wanneer mensen een gezamenlijk drempelinkomen onder de 32.127 euro hebben.
De niet-aftrekbare kosten zijn:
- Premie van de (aanvullende) ziektekostenverzekering;
- Vaste aftrekbedragen voor 65+, arbeidsongeschikten en chronische zieken;
- gebruikte deel van uw verplichte eigen risico;
- De huisapotheek;
- Contributies Diabetes Vereniging;
- Begrafenis- of crematiekosten;
- Begrafenisvereniging.

De Wet van 4 juni 2014 tot afschaffing van de algemene tegemoetkoming voor chronisch zieken en gehandicapten, de compensatie voor het verplicht eigen risico, de fiscale aftrek van uitgaven voor specifieke zorgkosten en de tegemoetkoming specifieke zorgkosten en wijziging van de grondslag van de tegemoetkoming voor arbeidsongeschikten  bepaalt onder meer dat de regeling met terugwerkende kracht tot 1 januari 2014 zou worden afgeschaft. Tijdens de behandeling is echter het Belastingplan 2014 van kracht geworden dat bepaalde dat indien de eerstgenoemde wet zou worden aangenomen, het onderdeel dat de afschaffing regelt zou vervallen.
De uitgaven voor specifieke zorgkosten bleven dus aftrekbaar.

## Weekenduitgaven voor gehandicapten
Aftrekbaar onder voorwaarden zijn weekenduitgaven voor gehandicapten. Dit zijn de extra uitgaven die door een belastingplichtige worden gedaan om zijn ernstig gehandicapte kind, broer of zus, een onder zijn mentorschap gestelde ernstig gehandicapte persoon of een onder curatele gestelde ernstig gehandicapte persoon voor zover hij als curator de persoonlijke belangen behartigt, te verzorgen, mits dit kind, deze broer, zus of persoon 21 jaar of ouder is en doorgaans in een inrichting verblijft.
De term is ontleend aan het feit dat de betreffende belastingplichtigen de zorg vaak in het weekend verlenen, bijvoorbeeld omdat ze dan niet hoeven te werken. De dagen van de week waarop de zorg wordt verleend maken voor de aftrek niet uit.

## Scholingsuitgaven
Indien de belastingplichtige uitgaven maakt voor scholing met het oog op het verwerven van inkomen uit werk en woning (box 1), dan zijn deze uitgaven aftrekbaar. Er moet ook sprake zijn van een leertraject, waarbij de belastingplichtige onder begeleiding kennis opdoet. Voor de aftrek van studiekosten geldt een drempel van € 250 (2013), en een maximum van € 15.000. Uitgaven zoals kosten voor levensonderhoud, huisvesting, voedsel, drank, studeerruimte of studiereizen komen niet in aanmerking voor aftrek.

## Giften
De wet maakt onderscheid tussen "periodieke giften" en "andere giften":

### Periodieke giften
De regeling voor "periodieke giften" geldt sinds 2023 voor maximaal €250.000 per kalenderjaar, en betreft uitsluitend die op basis van een lijfrenteschenking: een bij overeenkomst van schenking aangegane verplichting tot het doen van vaste en gelijkmatige periodieke, ten minste jaarlijkse, onherroepelijke uitkeringen of verstrekkingen gedurende vijf of meer jaren, maar uiterlijk tot overlijden van een in de overeenkomst aangegeven persoon (bijvoorbeeld de schenker). Hierdoor bestaat de wezenlijke onzekerheid die kenmerkend is voor de periodieke gift, en die de periodieke gift onderscheidt van de schenking van een vast bedrag in termijnen. Als in een clausule in de schenkingsovereenkomst zelf of in een aanvullende overeenkomst is overeengekomen dat de resterende termijnen bij overlijden ineens worden uitgekeerd, is niet voldaan aan het onzekerheidsvereiste. De gift wordt dan niet als periodieke gift aangemerkt. Een gift kan wel als periodieke gift kwalificeren als de schenker in zijn testament een legaat aan de instelling of vereniging opneemt ter grootte van de resterende termijnen. In dat geval blijft sprake van een onzekere factor omdat het legaat door de schenker eenzijdig kan worden gewijzigd. De overeenkomst mag bepalen dat de giften stoppen bij arbeidsongeschiktheid of werkloosheid van degene die de giften doet, bij faillissement van de instelling, of als de instelling de ANBI-status verliest. Hierbij geldt als voorwaarde dat degene die de giften doet niet of nauwelijks invloed heeft op de hiervoor genoemde situaties. De beëindiging van de verplichting geldt alleen voor nog niet vervallen termijnen. Al vervallen termijnen kunnen ook in deze gevallen niet worden herroepen.
In dit geval is er geen drempel of maximum, en de begunstigde kan een algemeen nut beogende instelling (ANBI) zijn, maar het mag ook een vereniging met volledige rechtsbevoegdheid zijn die geen ANBI is, mits deze ten minste 25 leden heeft en niet aan de vennootschapsbelasting onderworpen is.
De schenkingsovereenkomst kan een ingevuld formulier zijn of een eigen overeenkomst. De overeenkomst wordt door de instelling of vereniging op onderdelen aangevuld, onder meer met een transactienummer. De instelling of vereniging stuurt na het invullen van haar onderdelen de overeenkomst terug aan de gever en bewaart een afschrift in haar administratie. Ook de gever bewaart de overeenkomst in zijn administratie. Beide exemplaren moeten kunnen worden overgelegd indien de Belastingdienst daarom vraagt. De aldus via een schenkingsovereenkomst gedane periodieke gift moet om aftrekbaar te zijn, gedurende haar looptijd jaarlijks worden verantwoord in de aangifte inkomensheffing van de gever. Daartoe zijn het belastingaangifteprogramma en het aangifteformulier vanaf belastingjaar 2014 met (voor elke gedoneerde ANBI) een specifiek veld uitgebreid.

### Andere giften
Bij "andere giften" moet de begunstigde een ANBI of steunstichting SBBI zijn. Voor het totaal aan deze giften geldt er een drempel voor aftrek van 1% van het drempelinkomen, maar minimaal € 60; het aftrekbare bedrag is maximaal 10% van het drempelinkomen. Bij fiscale partners gaat het om de gezamenlijke giften en het gezamenlijke drempelinkomen. Dit kan een nadeel of een voordeel zijn: als beide een inkomen hebben en één partner giften doet dan is de drempel hoger, maar het maximum ook, vergeleken met het geval dat ze geen fiscale partners zijn.
Om bij een gift van een bedrag X aan een ANBI de drempel te vermijden zonder zich vast te leggen nog viermaal dit bedrag te schenken (zie boven) kan men (als de ANBI het geld niet dringend nodig heeft) in plaats van deze eenmalige gift zich vastleggen vijfmaal een bedrag X/5 te schenken. Men kan dat dan het volgende jaar eventueel weer doen (een nieuwe serie van vijf, overlappend in tijd).

### Multiplier voor giften aan culturele instellingen
De Wet van 22 december 2011 tot wijziging van enkele belastingwetten (Geefwet) heeft IB artikel 6.39a (Giften aan culturele instellingen) ingevoegd, waarin wordt bepaald dat een algemeen nut beogende instelling die zich uitsluitend of nagenoeg uitsluitend richt op cultuur, kan verzoeken tevens te worden aangemerkt als culturele instelling. Bij giften aan deze instellingen geldt een multiplier van 1,25, dat wil zeggen dat het aftrekbare bedrag 25% hoger is dan de gift. De tijdelijkheid van de regeling (eerst t/m 2016, later verlengd t/m 2017) was vormgegeven als horizonbepaling in IB Hoofdstuk 10B. Met het belastingplan 2019 is de Geefwet en de multiplier gecontinueerd.

## Uitsluiting van samenloop met aftrek in box 3
Verplichtingen die kunnen leiden tot uitgaven die geheel of voor een deel worden aangemerkt als een persoonsgebonden aftrekpost worden niet in aanmerking worden genomen als schuld in box 3 (IB art. 5.3, lid 3a).

## Vervallen aftrek uitgaven voor monumentenpanden
Indien men een monumentenpand heeft mocht men de onderhoudskosten opbrengen als persoonsgebonden aftrek, blijkens art. 6.31 van de wet Inkomstenbelasting 2001. Onder onderhoudskosten konden louter de kosten ter behoud van het pand worden verstaan. Restauratiekosten (die dus voor een gewijzigde identiteit zorgen) waren niet aftrekbaar. Met de Wet van 19 december 2018 tot wijziging van de Wet inkomstenbelasting 2001 met het oog op afschaffing van de aftrek van uitgaven voor monumentenpanden (Wet fiscale maatregel rijksmonumenten) is deze regeling vervallen per 1 januari 2019.